# Valgjärv, Põlvamaa
Valgjärv är en sjö i södra Estland. Den ligger i kommunen Valgjärve vald i Põlvamaa, 190 km sydost om huvudstaden Tallinn. Valgjärv ligger 177 meter över havet. Arean är 0,66 kvadratkilometer. Den sträcker sig 0,8 kilometer i nord-sydlig riktning, och 1,4 kilometer i öst-västlig riktning. Samhället Valgjärve ligger utmed sjöns östra strand.
Trakten ingår i den hemiboreala klimatzonen. Årsmedeltemperaturen i trakten är 2 °C. Den varmaste månaden är juli, då medeltemperaturen är 17 °C, och den kallaste är december, med −12 °C.